# Мартін Аллікві
Мартін Аллікві (21 березня 1995) — естонський плавець.
Учасник Олімпійських Ігор 2016 року.